# Cosmarium quadrum
Cosmarium quadrum  là một loài Song tinh tảo trong họ Desmidiaceae, thuộc chi Cosmarium.